# استیو موکون
استیو موکون (انگلیسی: Steve Mokone; ۲۳ مارس ۱۹۳۲ – ۱۹ مارس ۲۰۱۵) بازیکن فوتبال اهل آفریقای جنوبی بود. او اولین بازیکن سیاه‌پوست آفریقای جنوبی بود که در یک لیگ حرفه‌ای اروپایی بازی کرد.
وی همچنین در تیم ملی فوتبال آفریقای جنوبی بلک یازدهم بازی کرده‌است.